# Callicostella armata
Callicostella armata är en bladmossart som beskrevs av Theodor Carl Karl Julius Herzog 1916. Callicostella armata ingår i släktet Callicostella och familjen Hookeriaceae. Inga underarter finns listade i Catalogue of Life.